# لي ووكر
لي ووكر (بالإنجليزية: Lee Walker)‏ هو لاعب سنوكر بريطاني، ولد في 11 فبراير 1976 في Newbridge, Caerphilly ‏ في المملكة المتحدة.

## روابط خارجية
- لي ووكر على موقع CueTracker.net (الإنجليزية)
- لي ووكر على موقع بطولة العالم للسنوكر (الإنجليزية)